# پولومی
پولومی (به چکی: Polomí) یک منطقهٔ مسکونی در جمهوری چک است که در ناحیه پروستییوو واقع شده‌است. پولومی ۲٫۸۹ کیلومتر مربع مساحت و ۱۴۸ نفر جمعیت دارد و ۴۵۵ متر بالاتر از سطح دریا واقع شده‌است.